# TRIBAL LINK
『TRIBAL LINK』（トライバル・リンク）は、I'veのカバーアルバム。2011年7月29日にファクトリーレコーズから発売された。

## 概要
『TRIBAL LINK-L』『TRIBAL LINK-R』の2枚同時発売をおこなった。FUCTORY RECORDSの制作によるビジュアルアーツからの販売のため、販売ルートが「CD流通ルート」ではなく「PC流通ルート」での販売になる。
I'veの歌姫、ゲストボーカルによる過去のI've楽曲のカバーアルバム。I'veからはこの時期に体調不良で活動休止していたMELLを除く全員が参加している。　
2011年7月3日にはライブ「TRIBAL LINK 2011 in TOKYO」が行われた。また会場ではIVE's（I'veクリエイターズファンクラブ）向けに『TRIBAL LINK-L』『TRIBAL LINK-R』を優待予約販売した。

## 参加アーティスト
I've
- KOTOKO
- 島みやえい子
- 川田まみ
- 詩月カオリ
- Larval Stage Planning（桐島愛里・舞崎なみ・朝見凛）

ゲストボーカル
- MAKO
- 奥井雅美（ランティス）
- 佐藤ひろ美（ARIA Entertainment）
- 桃井はるこ（ライト・ゲージ）
- 橋本みゆき（ランティス）
- 榊原ゆい（ラブトラックス）
- nao（5pb.）
- 飛蘭（ランティス）

## 収録曲

### TRIBAL LINK-L
1. IMMORAL／KOTOKO（川田まみのカバー曲）
  - 作詞：KOTOKO／作曲・編曲：中沢伴行
  - 川田まみの曲であるが、作詞はKOTOKO自身であるため実質セルフカバーともとれる。
2. Abyss／奥井雅美（KOTOKOのカバー曲）
  - 作詞：元長柾木／作曲・編曲：高瀬一矢
3. blossomdays／Larval Stage Planning（KOTOKOのカバー曲）
  - 作詞：松島詩史／作曲・編曲：C.G mix
4. birthday eve／橋本みゆき（SHIHOのカバー曲）
  - 作詞：元長柾木／作曲・編曲：高瀬一矢
5. 砂の城 -The Castle of Sand-／川田まみ（島みやえい子のカバー曲）
  - 作詞：片岡とも／作曲・編曲：高瀬一矢
6. アナタだけのAngel☆／榊原ゆい（詩月カオリのカバー曲）
  - 作詞：詩月カオリ、KOTOKO／作曲・編曲：C.G mix
7. 常識!バトラー行進曲／nao（KOTOKOのカバー曲）
  - 作詞：KOTOKO／作曲・編曲：井内舞子
8. Face of Fact／詩月カオリ（KOTOKOのカバー曲）
  - 作詞：KOTOKO／作曲：C.G mix／編曲：C.G mix、FISH TONE
9. For our days／MAKO（川田まみのカバー曲）
  - 作詞：川田まみ／作曲・編曲：高瀬一矢
10. Collective／飛蘭（KOTOKOのカバー曲）
  - 作詞：KOTOKO、高瀬一矢／作曲・編曲：高瀬一矢
  - オリジナルが収録されたコンピレーションアルバム『COLLECTIVE』では歌詞が不明（作詞者の意向により未掲載という扱い）であったが、このアルバムにて正式な歌詞が公開される事となった。
11. Princess Brave!／桃井はるこ（KOTOKOのカバー曲）
  - 作詞：うつろあくた／作曲：中沢伴行／編曲：中沢伴行、尾崎武士
12. Leaf Ticket／佐藤ひろ美（KOTOKOのカバー曲）
  - 作詞：KOTOKO／作曲・編曲：C.G mix
13. SHIFT -世代の向こう-／島みやえい子（Liaのカバー曲）
  - 作詞・作曲・編曲：高瀬一矢

### TRIBAL LINK-R
1. Velocity of sound／飛蘭（MOMOのカバー曲）
  - 作詞：KOTOKO／作曲・編曲：中沢伴行
2. The Maze／詩月カオリ（川田まみのカバー曲）
  - 作詞：H2／作曲・編曲：中沢伴行
3. ジェットスマッシュ!／桃井はるこ（詩月カオリのカバー曲）
  - 作詞：KOTOKO／作曲・編曲：C.G mix
4. Ever stay snow／nao（SHIHOのカバー曲）
  - 作詞・作曲・編曲：高瀬一矢
5. Lupe／川田まみ（KOTOKOのカバー曲）
  - 作詞：KOTOKO／作曲・編曲：中坪淳彦
6. Automaton／奥井雅美（島みやえい子のカバー曲）
  - 作詞：KOTOKO／作曲・編曲：高瀬一矢
7. Close to me…／島みやえい子（KOTOKOのカバー曲）
  - 作詞：KOTOKO／作曲・編曲：高瀬一矢
8. jihad／榊原ゆい（KOTOKOのカバー曲）
  - 作詞：KOTOKO／作曲：C.G mix／編曲：C.G mix、尾崎武士
9. Permit 〜許しの塔〜／佐藤ひろ美（MELLのカバー曲）
  - 作詞：MELL／作曲：中沢伴行／編曲：中沢伴行、尾崎武士
10. Lilies line／Larval Stage Planning（KOTOKOのカバー曲）
  - 作詞：KOTOKO／作曲・編曲：C.G mix
11. Philosophy／橋本みゆき（MOMOのカバー曲）
  - 作詞：KOTOKO、高瀬一矢／作曲・編曲：高瀬一矢
12. FLY TO THE TOP／KOTOKO（（MELLのカバー曲）
  - 作詞・作曲・編曲：高瀬一矢
13. Double HarmoniZe Shock!!／MAKO and 川田まみ（KOTOKO to 詩月カオリのカバー曲）
  - 作詞：KOTOKO／作曲・編曲：高瀬一矢